# Mission: Impossible (videojoc de 1998)
Mission: Impossible és un videojoc d'acció-aventura desenvolupat per Infogrames i basant-se vagament en la pel·lícula del mateix nom de 1996. Originalment va ser alliberat per la consola Nintendo 64 el 1998. En el joc, el jugador assumeix el paper d'Ethan Hunt, un agent de la Impossible Missions Force (IMF) qui ha de netejar el seu nom després que un agent encobert s'hagués infiltrat a l'equip de l'IMF. El joc transcorre en 20 nivells on el jugador ha de completar diversos objectius de la missió amb l'ús de nombrosos aparells d'alta tecnologia.
Originalment concebut com un ambiciós videojoc d'ordinador de l'equip d'Ocean situat a San José (Califòrnia), Mission: Impossible va estar en desenvolupament durant tres anys i va patir un cicle de desenvolupament problemàtic, en part a causa d'una sobreestimació del que podia fer la Nintendo 64. El 1997, després que Infogrames va comprar Ocean, la companyia va optar per posar un nou equip a Lió responsable de la seva realització. Tot i que el joc té la mateixa premissa que la pel·lícula, no vol ser una traducció directa i té la seva pròpia història.
Mission: Impossible va ser considerat un èxit comercial i va vendre més d'un milió de còpies a partir de febrer de 1999. El joc va rebre bones ressenyes de crítiques i es va comparar sovint amb el títol de 1997 GoldenEye 007 fet per Rare. Encara que els seus nivells i objectius variats van rebre alguns elogis, el joc generalment va ser criticat per la seva incoherència de joc i controls lents. Una versió del joc, amb efectes de llum, interpretació de veu, i altres millores menors, va ser publicada per la consola PlayStation el 1999.